# Albert Markov
Albert Markov (in russo Альберт Александрович Марков?, Al'bert Aleksandrovič Markov; Charkiv, 8 maggio 1933) è un violinista, docente e compositore russo naturalizzato statunitense.

## Biografia
Nato a Charkiv, nella RSS Ucraina, è un violinista, attivo anche come compositore, insegnante e direttore d'orchestra. Nella città natale ha studiato violino con Pëtr Stoljarskij, e Adol'f Leščinskij (1915-1995, allievo di Max Rostal e Carl Flesch). Nel 1956 si è trasferito a Mosca, dove ha proseguito gli studi all'Istituto musicale Gnessin con Jurij Jankelevič. Ha anche studiato composizione con Aram Chačaturjan e Heinrich Litinskij (1901-1985). Nel 1959 ha vinto il 2º premio e il premio speciale Eugène Ysaÿe al Concorso Regina Elisabetta del Belgio (Bruxelles), e l'anno dopo si è diplomato all'Istituto Gnessin. Nel 1962 ha ricevuto il 4º premio del Concorso internazionale Čajkovskij di Mosca. 
Dal 1960 al 1975 ha insegnato all'Istituto Gnessin e nello stesso 1975 è emigrato negli Stati Uniti. Nel maggio 1976 ha fatto il suo debutto con la Houston Symphony e nel novembre successivo ha suonato per la prima volta a New York.
In seguito si è esibito nelle più importanti sale da concerto statunitensi. Dal 1977 al 1979 ha insegnato alla Mannes School of Music di New York, e dal 1981 alla Manhattan School of Music. È autore di diverse composizioni: opere liriche, sinfonie, un concerto per violino, altri brani per violino e orchestra, sonate e capricci per violino solo, sonate per due violini, cadenze e arrangiamenti per violino di vari compositori. Parte delle sue composizioni sono state pubblicate da Muzyka a Mosca e da G. Schirmer a New York. È autore di numerosi articoli musicali e opere didattiche per violino. Il figlio è il violinista Alexander Markov, che per molti anni si è esibito assieme al padre.

## Composizioni principali

### Opere
- Tamara, 2007
- Queen Esther, 2009;
- King and Queen (Checkmate), 2011

### Musica per grande o piccola orchestra
- Kinnor David, 1996
- Souvenir de Vienna per archi, 2002
- Cantata Bach and Bacchus per soprano e archi, 2010
- Tamara Suite per archi, pianoforte, clarinetto, 2013

### Violino e orchestra
- Carnevale di Venezia - Rapsodia n. 1 su tema di N. Paganini,1964
- Spartacus - Rapsodia n. 2 su tema di A. Khachaturian, 1967
- Porgy - Rapsodia n. 3 su tema di G. Gershwin, 1973
- Concerto Chinese, 1988
- Formosa Suite, 1992
  - (Serenade - March - Variations a la Baroque - Taiwanese Improvisation - Formosa Capriccio)
- Swan Lake - Rapsodia n. 4 su tema di P. I. Tchaikovsky, 2009
- Queen Esther - Rapsodia n. 6 (da A. Markov's opera), 2011
- Korean - Rapsodia n. 5, 2013

### Violino solo
- Sonata No. 1 , 1965
- Due Capricci, 1968
- Sonata No. 2, 1973
- Paganini Ostinato (Variazioni sui 24 Capricci di Paganini), 1985

### Pianoforte
- Suite No. 1, 2000-2018
  - Preludio e fuga - Cantabile - Marcia - Remembrance - Song without words - Ciacconna sul tema BACH
- Suite No. 2, 2010-2018
  - 3 preludi - Old Song - Romanza - Ragtime - Melodia - Valzer Viennese

### Musica per due o tre strumenti
- Duo Sonata,per due violini o violino e viola, 1986
- Elegia per viola (o violoncello) e pianoforte, 1994
- Suite n. 1 di brani popolari per violino e pianoforte, 1995-2017
  - Salmo - Marcia - Toledo - Cantabile - Florida - Melodia - Concertino
- Suite n. 2 di brani popolari per violino e pianoforte, 1995-2019
  - Aria - Song without words - melodia scozzese - Valzer Viennese - Romanza Russa - Ragtime (da S. Joplin) - Tango - Melodie americane
- Students Waltz per viola (o violino) e pianoforte, 2002
- Meditation per due violini e viola, 2014
- Marcia per viola e pianoforte, 2020

### Cadenze
- Quattro cadenze per il Concerto per violino e orchestra n. 3 di Wolfgang Amadeus Mozart, 1960
- Tre cadenze per il Concerto per violino e orchestra n. 4 di W. A. Mozart 1960
- Sei cadenze per il Concerto per violino e orchestra n. 5 di W. A. Mozart, 1960
- Cadenza per il Concerto in Re maggiore per violino e orchestra di Ludwig van Beethoven, 1960
- Cadenza per il Concerto n. 2 in Si minore per violino e orchestra di Niccolò Paganini, 1961
- Cadenza per il Concerto in Re maggiore per violino e orchestra di Johannes Brahms, 1973
- Cadenza-Postlude per il Concerto per violino in mi maggiore di J. S. Bach, 1982
- Cinque cadenze per il Concerto N. 22 in La minore di Giovanni Battista Viotti, 1990

## Didattica violinistica, edizioni
- (EN) Violin Technique, New York, G. Schirmer, 1984.
- (RU) Система скрипичной игры [Sistema della tecnica del violino], Mosca, Muzyka, 1997.
- Curatela di (EN) P.I. Čajkovskij, Violin Concerto, New York, G. Schirmer, 1983.
- (RU) Маленький скрипач [Il piccolo violinista. 21 pezzi per due violini o per violino e pianoforte], Mosca, Muzyka, s.d. Poi (EN)  New York, G. Schirmer, 1987.